# I'm a Boy
«I'm a Boy» —en español: «Soy un Niño»— una canción 1966 de la banda de rock The Who, escrita por su guitarrista Pete Townshend. La canción, al igual que otras primeras grabaciones de la banda, como «I Can't Explain», «The Kids Are Alright» y «Happy Jack», se centra en el tempranero género del power pop. La canción fue originalmente destinada a ser parte de una ópera rock llamada «Quads», que se iba a establecer en un futuro donde los padres pudieran elegir el sexo de sus hijos. La idea fue desechada más tarde, pero sobrevivió esta canción y fue lanzada más tarde como sencillo.

## Historia
En la historia, la familia pidió cuatro niñas para criar, pero obtuvo tres niñas y un niño. La canción es el lamento del niño por aquel error. «I'm a Boy» es considerada como precursora de la ópera rock, concepto que Townshend aplicaría posteriormente en otros trabajos, como la canción «A Quick One, While He's Away», y en sus afamados álbumes Tommy y Quadrophenia. El tema fue producido por Kit Lambert en IBC Studios, a finales de julio y principios de agosto de 1966, y fue lanzado tres semanas después, el 26 de agosto de ese mismo año, junto a «In the City» como lado B. El sencillo fue un éxito, alcanzando el #2 en las UK Singles Chart, pero no pudo repetir ese éxito en los Estados Unidos.
La grabación original, que fue lanzada como sencillo, contó con el arreglo de John Entwistle y contaba con una pista de corno francés interpretada por él mismo. Esa versión se incluyó en el álbum Who's Missing. Mientras que en las compilaciones posteriores de la banda, la pista del corno francés se retiró.
Una versión diferente, más lenta, se grabó en Londres en la semana del 3 de octubre de 1966 y estaba destinado a una primera versión del álbum A Quick One, titulado Jigsaw Puzzle, pero fue lanzada posteriormente para Meaty Beaty Big and Bouncy en 1971. Otra versión similar fue lanzada en un disco extra de The Ultimate Collection en 2002 y es única para ese álbum.
La canción fue interpretada por The Who en el mítico concierto en Leeds, y posteriormente lanzada en Live at Leeds. En el álbum, previo a la canción, Townshend comenta sobre la canción: 

«Nos gustaría tocar tres exitosos sencillos. (...) y "I'm a Boy", que según Melody Maker fue nuestro primer número uno en Inglaterra, que pienso fue alrededor de media hora (risas del público)»

El sencillo del lado B, «In the City», fue inspiración para la canción del mismo nombre del grupo The Jam. Este último, tomó la misma progresión armónica de la canción de The Who, y una parte de su letra.